# Cừu đảo Hog
Cừu đảo Hog là một giống cừu có nguồn gốc từ các động vật được đưa đến đảo Hog của Virginia vào thế kỷ 18. Trong những năm 1930 và 1940, các điều kiện bão đã buộc cư dân của đảo phải di tản, để lại một số con cừu ở lại. Những con cừu thích ứng với môi trường không có sự can thiệp của con người, và trở thành cừu hoang dã.
Loài này được bảo tồn bởi các tổ chức khác nhau vì sự liên quan của nó với lịch sử nước Mỹ và giống của nó đối với cừu Mỹ trong lịch sử. Nó cũng sở hữu một số đặc điểm đã phần nào bị mất trong các giống hiện đại hơn.

## Đặc điểm giống
Loài cừu đảo Hog là một giống ngựa hoang, hậu duệ của cừu bị bỏ rơi trên đảo Hog vào những năm 1930 và 1940. Người ta tin rằng giống này là hậu duệ của giống Merino, trong số những giống khác, có thể là giống cải tiến của Leicester hoặc giống cừu khác của Anh.
Cừu đảo Hog tương đối nhỏ nhưng cứng rắn và có sức chịu đựng tốt. Cừu đực nặng trung bình 125 pound (57 kg) và cừu cái 90 pound (41 kg). Cừu con được sinh ra với lông cừu đốm hoặc lốm đốm; khoảng 90% cừu trưởng thành có lông cừu trắng và 10% màu đen. Cả cừu đực và cừu cái có thể có sừng, và khoảng một nửa tổng số cá thể loài này có sừng.
Cừu đảo Hog không thường được sử dụng trong nông nghiệp hiện đại, chủ yếu là do tình trạng nguy cấp của nó và bởi vì nhiều giống hiện đại hơn đã được lai tạo để tạo ra các đặc điểm khác, bao gồm kích thước và năng suất lông cừu tối đa. Nó vẫn được coi là quan trọng để bảo tồn vì cái nhìn sâu sắc mà nó có thể đưa ra cho người nghiên cứu lịch sử Mỹ và những đặc điểm mà cừu hiện đại có thể thiếu như độ dẻo dai, kỹ năng tìm kiếm thức ăn, sử dụng thực phẩm hiệu quả và dễ dàng sinh cừu non.